# Mbabane (rzeka)
Mbabane – rzeka w Eswatini, w dystrykcie Hhohho. Nad rzeką leży miasto o tej samej nazwie, stolica państwa Eswatini.